# Michael Rasmussen
Michael Rasmussen (ur. 1 czerwca 1974 w Tølløse)  – duński profesjonalny kolarz szosowy, który do 2007 roku jeździł dla holenderskiej drużyny Rabobank. Swoją karierę rozpoczął jako kolarz górski. Zwyciężył w 1999 roku w Mistrzostwach Świata w Kolarstwie Górskim. W Tour de France debiutował w 2004 roku. Podczas jego występu w roku 2005 wygrał etap dziewiąty, wygrał klasyfikację górską, a cały Tour de France ukończył na siódmym miejscu ze stratą 11 minut i 33 sekund do lidera. Jednak podczas dwudziestego etapu miał sporo pecha - dwa razy musiał zmieniać koło, dwa razy rower, oraz upadał dwa razy. Przez ten zbieg okoliczności stracił trzecie miejsce w klasyfikacji generalnej. Jedną z jego niewielu słabych stron  jest jazda indywidualna na czas. W 2006 r. Rasmussen ponownie zwyciężył w klasyfikacji górskiej Tour de France. 19 lipca 2007 z powodu podejrzenia o unikanie kontroli antydopingowych w czasie wiosennych przygotowań do sezonu duńska federacja ukarała go  wykluczeniem z mistrzostw świata i olimpiady w Pekinie. W środę 25 lipca 2007 został wycofany przez kierownictwo drużyny Rabobank z Tour de France. Do tamtej pory był zdecydowanym liderem Tour de France wyprzedzając o 3 minuty i 10 sekundy  Alberto Contadora i wszystko wskazywało na to, że wygra wyścig. Po dwuletnim okresie kwarantanny znalazł sponsora w osobie właścicielki firmy Christina Design London, produkującej luksusowe zegarki szwajcarskie. W sezonie 2011 reprezentuje barwy Christina Watches - Onfone, który uzyskał licencję Continental.